# Родна кућа народног хероја Стевана Петровића-Брила
Родна кућа народног хероја Стевана Петровића-Брила је објекат који се налази у Руми и представља непокретно културно добро као споменик културе. Кућа се налази у приватном власништву, а у њој се родио Стеван Петровић Бриле.

## Опште информација
Објекат представља родну кућу Стевана Петровића Бриле, учесника Народноослободилачке борбе и народног хероја Југославије. 
Кућа је била троелна и приземна од ћеприча и набоја облепљена блатом и покривена двосливним кровом од бибер црепа. Према речима његове сестре кућа је порушена 1954. године, а на овом месту сазидана је кућа од цигле у облику ћириличног слова „Г” са две собе до улице које имају двоструке трокрилне прозоре са кутијом. У продужетку у дворишту, налазе се кухиња, остава и летња кухиња са улазом. Испред оставе и кухиње дозидани су купатило и веранда.
Кућа је покривена бибер црепом, а остатак парцеле попуњен је различитим економским објектима. На кући се налази спомен плоча са нетачним податком о години смрти народног хероја.